# Central nuclear de Point Beach

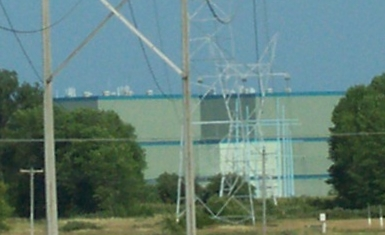
Central nuclear de Point Beach

A Central nuclear de Point Beach situa-se perto de Two Rivers e Manitowoc, no Wisconsin.

## Descrição
A central está equipada com dois reatores de água pressurizada (PWR) construídas por Westinghouse :
- Point Beach 1 : 505 MWe, posto em serviço em 1970,
- Point Beach 2 : 507 MWe, posto em serviço em 1973.

A central era explorada pela Nuclear Management Company (NMC), e recebia visitantes num centro de acolhimento construído no local. A empresa deixou de existir em 2008. Point Beach foi vendida em 2007.